# コロニアルダウンズ競馬場
コロニアルダウンズ競馬場（コロニアルダウンズけいばじょう, Colonial Downs）は、アメリカ合衆国バージニア州ニューケントにある競馬場である。州間高速道路64号線に隣接している。サラブレッドの平地競走とスタンダードブレッドの繋駕速歩競走が行われている。

## 概要と歴史
1997年9月1日に開設。アメリカの競馬場としては比較的大きなコースを持つ。
2005年から2010年までグランドスラム・オブ・グラスを開催。これにあわせてコロニアルターフカップ(当時LR)を創設した。また、バージニアダービー(当時G3)の賞金が75万ドルに増額され、ハリウッドダービー(G1)を抜き、3歳芝最高賞金となった。
2014年に一旦閉鎖されたが、2019年8月から5年ぶりに競馬開催が再開されることになった。

## コース
楕円形の左回りコース。
- ダートコース（外周）

1周1マイル2ハロン(10ハロン･約2000メートル)
- 芝コース（中周･内周）

1周1マイル1ハロン(9ハロン･約1800メートル)
1周7.5ハロン(約1500メートル)

## 主要競走
以下は2025年に行われる主要グレード競走。
G1
- アーリントンミリオンステークス

G2
- セクレタリアトステークス
- ビヴァリーD.ステークス

格付なし
- バージニアダービー（2025年よりダート戦に変更[3]）